# Listă de pictori armeni
Aceasta este o listă de pictori armeni.

## A
- Ivan Aivazovski

## G
- Arshile Gorky

## P
- Hovsep Pushman

## S
- Martiros Saryan
- Edvard Sasun